# Сквирский, Лев Соломонович
Лев Соломонович Сквирский (15 сентября 1903 — 5 апреля 1990) — советский военачальник, участник гражданской, советско-финляндской, Великой Отечественной войн. Генерал-лейтенант (1944).

## Биография
Лев Соломонович Сквирский родился 15 сентября 1903 года в местечке Степанцы ( ныне Каневского района Черкасской области Украины) в семье рабочего. Еврей. В 1918 году окончил три класса гимназии, работал токарем.
В январе 1920 года Л.С. Сквирский добровольно вступил в Красную Армию и был зачислен красноармейцем в 38-й стрелковый полк 3-й бригады 60-й стрелковой дивизии Южного фронта. Участник Гражданской войны в России, воевал против белогвардейских войск генерала А.И. Деникина в районе Чернигова, Бахмача, Черкасс и Кременчуга. В апреле месяце при передислокации дивизии на Юго-Западный фронт против белополяков заболел тифом и находился на лечении. В 1921 году окончил 56-е Черниговские командные курсы. В том же году политкомиссаром отряда курсантов участвовал в ликвидации бандформирований в Черниговской губернии.
С августа 1922 года учился в 5-й Киевской пехотной школе. По ее окончании в сентябре 1924 года назначен в 285-й стрелковый полк 95-й стрелковой дивизии (г. Балта): командир взвода, с мая 1925 года - командир взвода полковой школы, с октября 1926 года - командир роты.
Член ВКП(б) с 1924 года.
Окончив в июле 1927 года Ленинградские военно-политические курсы имени Ф. Энгельса, вернулся в полк на должность командира роты. В ноябре 1929 года зачислен слушателем на курсы усовершенствования при Управлении делами НКО СССР в Москве, затем в апреле 1930 года назначен помощником начальника сектора 8-го отдела Штаба РККА. С апреля 1934 года находился на преподавательской работе в Военной академии РККА имени М.В. Фрунзе: преподаватель и старший преподаватель кафедры боевого управления, с 1937 года - начальник курса и старший преподаватель 2-го курса, начальник курса основного факультета. В 1935 году он её окончил.
В сентябре 1939 года назначен начальником 1-го (оперативного) отдела штаба 14-й армии Ленинградского военного округа. В этой должности участвовал в советско-финской войне в составе Мурманской оперативной группы, за что был награжден орденом Красного Знамени. 25 октября 1940 года приказом НКО № 04640 полковник Л.С. Сквирский назначен на должность начальника штаба 14-й армии.
В начальный период Великой Отечественной войны 14-я армия вела тяжёлые оборонительные бои с немецкими и финскими войсками на мурманском, кандалакшском и ухтинском направлениях. С сентября 1941 года по май 1943 года — начальник штаба Карельского фронта, по совместительству командующий Кемской оперативной группой.
17 мая 1943 года назначен командующим 26-й армией. В этот период войска армии прочно удерживали рубежи обороны на кестеньгском, ухтинском и ребольском направлениях. После разгрома финских войск в Выборгской и Свирско-Петрозаводской наступательных операциях 26-я армия участвовала в преследовании противника на кестеньгском и ухтинском направлениях в сентябре 1944 года, в ходе которого вышла на советско-финскую границу. В дальнейшем, до завершения войсками Карельского фронта Петсамо-Киркенесской операции 1944 года, армия осуществляла оборону государственной границы СССР с Финляндией. В ноябре 1944 года армия была выведена в резерв Ставки ВГК, переброшена в Венгрию и в январе 1945 года передана 3-му Украинскому фронту.
С 16 января 1945 года по январь 1946 года генерал-лейтенант Сквирский — начальник штаба Беломорского военного округа, с 18 января 1946 по июль 1950 года — начальник штаба Уральского военного округа (с января 1947 года - начальник штаба и 1-й заместитель командующего войсками округа).
С июня 1950 по июль 1951 года находился на Высших академических курсах при Высшей военной академии имени К.Е. Ворошилова, затем состоял в распоряжении начальника академии в ожидании назначения на должность. С ноября 1951 года - старший преподаватель кафедры оперативного искусства этой академии. С сентября 1956 года состоял в распоряжении министра обороны СССР, был прикомандирован к Генштабу для научно-исследовательской работы.
29 декабря 1960 года уволен в отставку.
Скончался 5 апреля 1990 года. Похоронен на Троекуровском кладбище Москвы.

## Награды
- орден Ленина (21.02.1945)
- 4 ордена Красного Знамени[7] (07.05.1940, 22.02.1943; 03.11.1944, 15.11.1950)
- Орден Отечественной войны I степени[8][9] (06.04.1985)
- орден Кутузова 2 степени[10] (02.11.1944)
- 2 ордена Красной Звезды (05.02.1939, 14.09.1983)
- медали[11]

## Труды
- Сквирский Л. С. Карельский фронт в 1941 году // «Вопросы истории». — 1987. — № 6. — С.73-93.

## Память

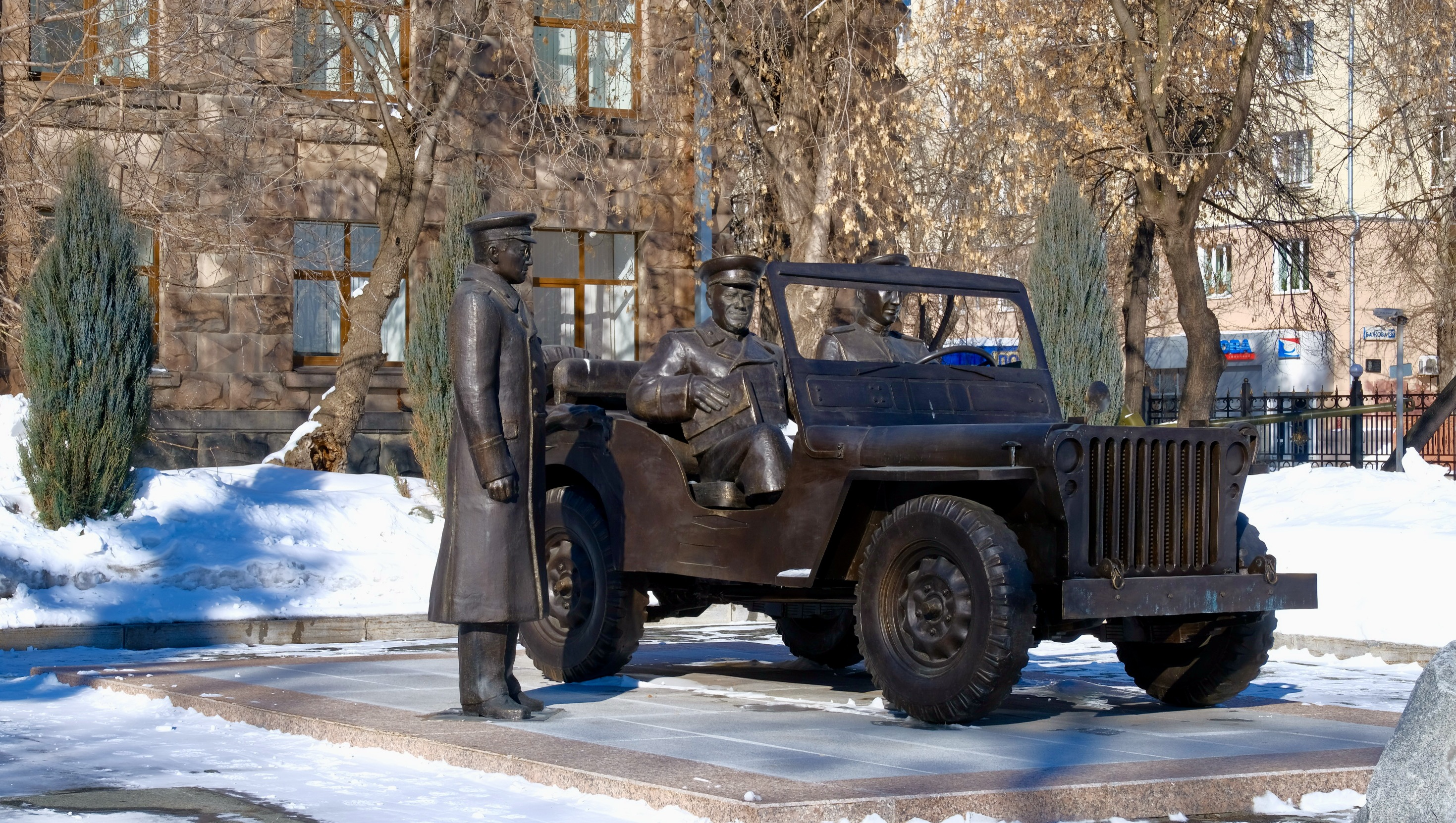
Групповая скульптура встречи Львом Сквирским Георгия Жукова, Екатеринбург. Открыта в 2021 году

Генерал-лейтенант Лев Сквирский увековечен в скульптурной композиции, посвящённой маршалу Жукову, установленной в 2021 году у здания штаба Уральского военного округа. На этой композиции Сквирский стоя встречает приехавшего на автомобиле Жукова.